# La Cigarette
La Cigarette és una pel·lícula francesa dirigida per Germaine Dulac, estrenada el 1919.

## Sinopsi
El senyor i la senyora Guérande s'estimen. Però quan el senyor Guérande veu la seva jove dona fent classes de golf amb un playboy, s'adona de la gran diferència d'edat entre ell i la seva dona. Aleshores decideix, per alliberar-la, suïcidar-se, però deixant lloc a l'atzar: va enverinar un dels cigarrets que té a l'escriptori.

## Repartiment
- Andrée Brabant : Denise Guérande
- Gabriel Signoret : Pierre Guérande
- Jules Raucourt : Maurice Herbert
- Genevieve Williams : L'amiga